# Héctor Rossetto

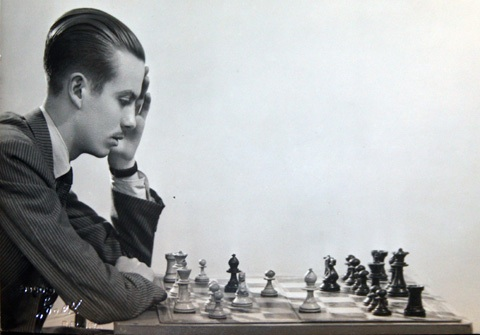
Héctor Rosseto em frente a um tabuleiro de xadrez

Héctor Rosseto (Bahía Blanca, 8 de setembro de 1922 — Buenos Aires, 23 de janeiro de 2009) foi um jogador de xadrez da Argentina, com diversas participações nas Olimpíadas de xadrez. Rosseto participou das edições de 1950, 1952, 1954, 1962, 1968 e 1972 tendo conquistado a medalha de bronze individual em 1950 no quarto tabuleiro e a de ouro no primeiro tabuleiro reserva em 1952. Por equipes, conquistou três vezes a medalha de prata (1950, 1952, 1954) no quarto tabuleiro e no primeiro reserva. Na edição de 1962 foi novamente o primeiro reserva e conquistou a medalha de bronze por equipes. Considerado um dos melhores enxadristas da história de seu país sendo cinco vezes campeão argentino de xadrez. Rosseto faleceu de infarto aos 86 anos.